# 下蚵子寮
下蚵子寮，原為蚵仔藔南半部，是台灣高雄市楠梓區的一個傳統地域名稱，位於該區西部。其範圍大致是後勁溪出海口、援中港西側一帶，即現在的盛昌里濱海地帶及其南側的水沒地帶。

## 歷史
台灣日治初期，頂蚵子寮地區與下蚵子寮地區同屬一街庄，稱為「蚵仔藔庄」（舊制街庄），隸屬於仁壽上里。該庄昔日西北與赤崁庄為鄰，東北與茄苳坑庄、援中港庄為鄰，東南邊為廍後庄、竹仔腳庄，西南邊臨台灣海峽。
1901年（日治明治三十四年）11月11日，全台廢縣廳改設二十廳，該庄隸屬於鳳山廳。1904年（明治三十七年）5月3日，該庄編入「梓官區」，隸屬於鳳山廳。1909年（明治四十二年）10月25日，全台合併二十廳為十二廳，梓官區改隸屬於臺南廳。1920年（大正九年）10月1日，全台地方制度大改正，廢十二廳改設五州二廳，該庄改制為「蚵子寮」大字，隸屬於高雄州岡山郡彌陀庄（新制街庄）。1932年（昭和七年）12月1日，蚵子寮大字拆分為「頂蚵子寮」、「下蚵子寮」兩大字，分別隸屬於彌陀庄、左營庄。1940年（昭和十五年）10月1日，廢左營庄，本地區改隸屬於州轄高雄市。
戰後高雄市改制為省轄高雄市，大字亦改制為里。1946年（民國35年），高雄市劃分為10個區，本地區隸屬於楠梓區。1979年（民國68年）7月1日，高雄市升格為院轄高雄市。2010年（民國99年）12月25日，高雄縣、市合併為現今院轄高雄市。

## 聚落
本地區發展較早的聚落為下蚵子寮，在日治初期的官方地圖上已有記載。1910年（明治四十三年）因大浪侵蝕，使得下蚵仔寮大部分居民遷入援中港地區，剩餘居民也在往後數年陸續遷出，聚落基本在戰後初期已經消失。